# Jean-Baptiste Lesbroussart
Jean-Baptiste Lesbroussart, né à Ully-Saint-Georges (Royaume de France) le 22 janvier 1747 et mort à Bruxelles en 1818, est un historien et érudit belge.

## Biographie
Lesbroussart fut d'abord élève au collège Dormans-Beauvais (Beauvais, Royaume de France) puis y enseigna la rhétorique.
Le collège de Gand qui cherchait des professeurs de langue française fit appel à lui en 1778. Arrivé dans les Pays-Bas belgiques il s'attacha à cette nouvelle patrie.
Appelé ensuite à Bruxelles il enseigna au Collège Thérésien la rhétorique.
Auteur de nombreuses publications érudites, il fut élu le 14 mai 1790 comme membre de l'Académie royale des sciences, lettres et des beaux arts.
Il est le père de l'écrivain Philippe Lesbroussart.

## Quelques écrits
- 1783 : Éducation belgique ou Réflexions sur le plan d'études adopté par S. M. l'Empereur pour les collèges des Pays-Bas autrichiens, Bruxelles, 1783.
- 1786 : Éloge de Jean de Carondelet, Liège, 1786.
- 1789 : Annales de Flandre de P. D'Oudergheest, 1789.